# 羽坂勇司
羽坂 勇司（はさか ゆうじ、1921年1月1日 - 2020年1月12日）は、日本の歯科医師、青山学院元理事長。

## 略歴
1921年東京都生まれ。青山学院中等部卒業、1941年に繰り上げで青山学院高等部卒業、陸軍に召集される。復員後は、現在の日本歯科大学で歯学を学び、さらに慶應義塾大学医学部で細菌学を研究し、1961年に医学博士号取得。論文の題は「ムタビール型変異菌(村瀬)の出現機序に関する研究 」。横浜市で開業し、横浜市磯子歯科医師会会長、同監事などを歴任。1977年から青山学院理事、1988年から青山学院校友会副会長などを歴任し、青山学院理事長に就任し、1990年～2005年までその職にあった。2007年旭日中綬章を受章。2020年1月12日、老衰のため死去。99歳没。

## 名誉学位
- 1999年：大韓民国梨花女子大学より名誉哲学博士号
- 2002年：日本歯科大学より名誉博士号